# Боссе, Георгий Густавович
Гео́ргий Гу́ставович Бо́ссе (Георгий Густав Адольф Мария де Боссе; 1887—1965) — член Объединенного Донского правительства, советский ботаник, профессор, доктор биологических наук.

## Биография
Отец — надворный советник Густав Акселевич Боссе (22 мая 1850—1926), мать — Констанция Людвиговна Клавель (10(22) мая 1858—21 мая 1920). Отец был наставником и письмоводителем при реальном училище евангелистско-лютеранской церкви Св. Михаила. Георгий учился во 2-й мужской гимназии в Москве. В семье родителей Георгия жил его дед по матери Людвиг Фридрих Клавель, потомок прусских купцов, в прошлом преподаватель французского в Императорском техническом училище. Дед столь настойчиво учил внука Георгия французскому языку, что тот знал его в совершенстве. И, как вспоминает его родственница, предпочитал «называть себя французом, будучи немцем». Это действительно так — казаки-белоэмигранты запомнили его как «швейцарского подданного», а в документах НКВД он «француз». Окончил гимназию в 1906 году, проучившись 9 лет. В 1906—1913 годах студент естественного отделения физико-математического факультета Московского Университета. Окончив университет, Боссе по прошению остался ещё на полгода для «окончания начатой научной работы». Был оставлен Ф. Н. Крашенинниковым при кафедре физиологии растений для подготовки к профессорскому званию

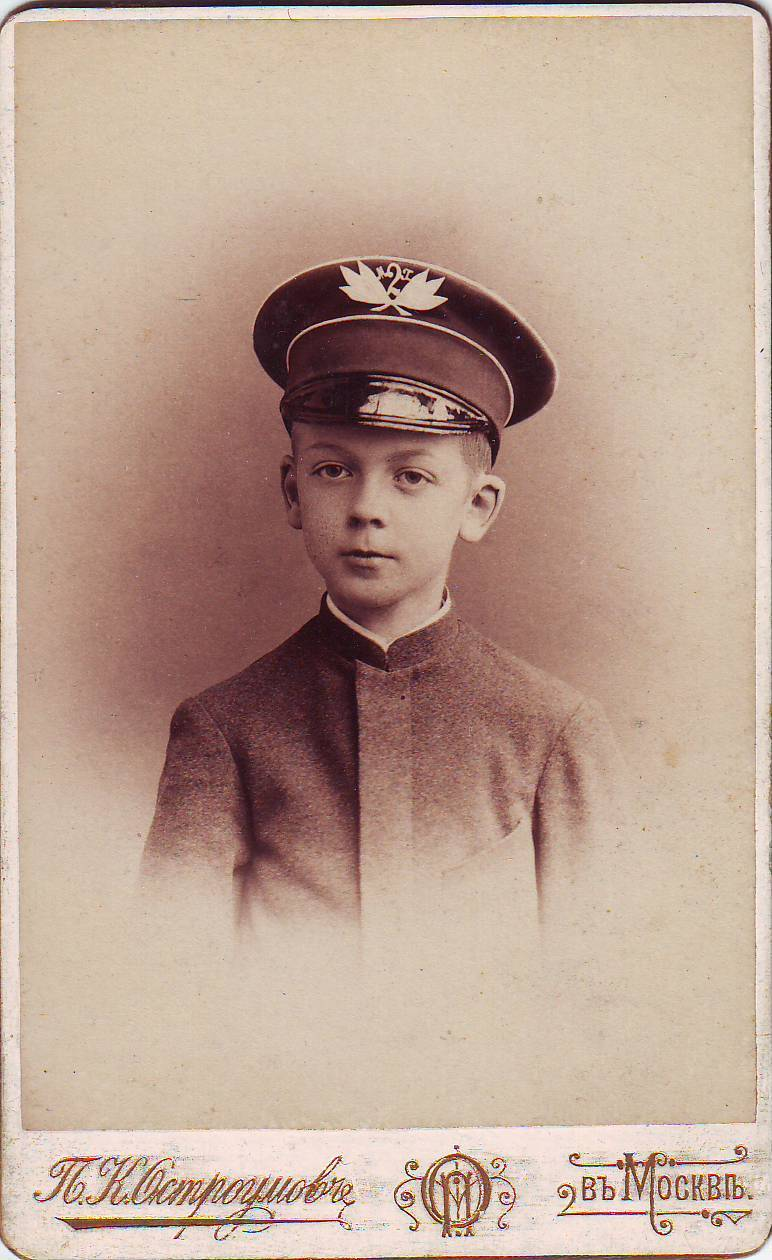
Жоржик Боссе, ученик 2-й Московской гимназии

24 ноября 1911 вступил в вегетарианское общество. Член Правления Московского общества эсперантистов.
В 1913—1917 годах преподавал в Донском политехническом институте и на сельскохозяйственных Высших женских курсах, читал лекции по систематике и анатомии растений.
23 ноября 1916 года избран в действительные члены Русского Ботанического Общества. 16-19 декабря того же года на годичном и чрезвычайном собрании Русского Ботанического Общества избран казначеем общества, тогда же избран секретарём при члене Совета Общества от Новочеркасска В. М. Арциховском.
После Февральской революции избран в Новочеркасский Совет рабочих, солдатских и казачьих депутатов. 14 мая 1917 года, приветствуя на Донской областной крестьянский съезд, сказал, что «народная жизнь и свобода стоят на четырех китах: на землеробах, рабочих, воинах и на трудовой интеллигенции». В августе 1917 года участвовал в Донском областном съезде социалистов-революционеров и в малом крестьянском съезде. 21 августа 1917 докладывал о них на общем собрании членов новочеркасской группы эсеров.
В 1917—1918 годах — эсер. В 1918 году был членом Объединенное правительство Всевеликого Войска Донского М. П. Богаевского, членом управы областного земельного комитета и членом Совета республики[какой?]. 15 января 1918 года присутствовал при передаче в Новочеркасске подхорунжим Ф. Н. Подтёлковым ультиматума советских войск и красного казачества представителям Войскового Объединенного правительства. В документе, озаглавленном «Отношение депутатов съезда неказачьих представителей Донской области А. М. Назарову и Малому войсковому кругу о попытках ареста Г. Г. Боссе и гибели В. В. Брыкина», сказано:
До сведения крестьян съезда неказачьих представителей Донской области, созванного 4 февраля с[его] г[ода], доведено о следующих происшествиях: о том, что в квартиру избранного декабрьским съездом представителя неказачьего населения, члена объединенного правительства Георгия Густавовича Боссе (он же член управы областного земельного комитета и член Совета республики) вечером 9 февраля с[его] г[ода] был введен воинский наряд с офицером для его ареста и обыска квартиры, причем Боссе не был арестован только потому, что не был дома. Ордер об аресте не был вручен для прочтения жене его, а начальник военной милиции Г. И. Смирнов дал ей сбивчивые объяснения. (Сообщено женой Боссе лично на частном совещании крестьян неказачьего съезда).
В белоэмигрантской казачьей прессе писали, что Г. Г. Боссе был «большевиком по своим убеждениям» и, что «выпуская подобных персонажей на фон казачьей политической жизни, <…> донские правители того времени вели к гибели все Казачье дело». По утверждению автора статьи А. Ленинова (псевдоним?) «швейцарский гражданин прив[ат-]доц[ент] Г. Г. Боссе (коммунист) был захвачен между Мишкиной балкой и Больше-Логским хутором» в те же дни, что и председатель Областной управы и Донского областного исполнительного комитета, врач В. В. Брыкин, профессор Н. Н. Кожанов (в источнике Кажанов), австрийский майор Кнох. По словам мемуариста, операцию по ликвидации «Северо-Донского военно-революционного комитета» со 2 февраля и по 12 февраля 1918 года проводил взвод Чернецовских партизан под руководством генерала Груднева. Но Г. Г. Боссе остался жив, по семейным воспоминаниям уже в феврале 1918 он в Москве.
В 1918—1919 годах заместитель председателя фото- и кино-комитета при Наркомпросе.
С 1919 до середины 1922 года директор и преподаватель в Иваново-Вознесенском политехническом институте.
В 1920 году вступил в РКП(б).
В январе 1920 года инициатор создания на базе Музея краеведения Научного института по изучению природы края при Ивано-Вознесенском Губоно, его первый директор
С 1922 по 1923 год преподаватель естествознания в Московской губернской партшколе.
С 1922 по 1925 год профессор общей биологии Коммунистического института им. Я. М. Свердлова (Москва).
С 1923 года действительный член НИИ имени Тимирязева и с 1924 член президиума института (по другим сведениям заместитель директора).
С 1926 года консультант-ботаник в Резинотресте.
Руководитель первой советской научной экспедиции в Южную Америку 1926—1927 годах: в Мексику, Колумбию и Гватемалу. Из экспедиции им были привезены образцы семян южноамериканских растений, которые вошли в коллекцию Гербария МГУ. Кроме Г. Г. Боссе в экспедиции участвовали: Ю. Н. Воронов, старший консерватор гл. Ботанического сада; В. Р. Живаго, казначей; С. В. Юзенчук, консерватор гербария Главного Ботанического сада; С. М. Буканов, член института прикладной биологии. По словам его биографа, внучки его последней жены Ольги Краснослободцевой Георгию Боссе уже после экспедиции было разрешено «для знакомства с литературой» провести одну неделю в Париже, с 21 по 29 июля 1926 года.
С августа 1927 по апрель 1929 зав. кафедрой естествознания Высшей школе профдвижения.
В 1929 году научный сотрудник государственного Тимирязевского научно-исследовательского института, в сферу научных интересов микробиология почв.
С 1934 по 1939 год заведующий секцией Института ботаники МГУ. Основой его идей было то, что человек не должен опираться на химию при получении необходимых для жизни продуктов, поскольку их можно получить из растительного мира. Это убеждение прекрасно транслируется с современными понятиями об экологии.
20 февраля 1938 года арестован 3 отдела УГБ УНКВД МО по обвинению, что «в 1921 руководил карательной экспедицией в районе Ставрополя, принимал участие в расстреле пленных красноармейцев». Дело прекращено на следующий день 21 февраля 1938 года. Утверждается, что при аресте рукопись его книги была изъята. В архиве Медицинского департамента МВД хранится книга с таким же названием, только под другой фамилией автора — Тростяновский. Книга Боссе была издана за рубежом, в СССР не издавалась.
В 1939—1941 годах был начальником научного отдела Главного управления по заповедникам.
С 1942 года работает в Научном институте общественного питания Народного комиссариата торговли СССР по пищевому использованию дикорастущих растений СССР, главным образом как источников витаминов.
С 1947 году перешёл на работу во Всесоюзном НИИ каучуконосов.
В 1948—1951 годах заведующий кафедры ботаники и физиологии растений факультета естествознания Мордовского государственного педагогического института (МГПИ)
Г. Г. Боссе был одним из основателей кафедры ботаники в Орехово-Зуевском педагогическом институте, которую возглавил и где преподавал последние годы.
Похоронен на Введенском кладбище города Москвы на участке № 1.

## Семья
- Первая жена (в 1908—1918) — Зинаида Константиновна, урождённая Ястржембская (1888—1960)[3][11]
  - Дочь — Кира Георгиевна Баранова (Боссе) (1916, Новочеркасск — ?)[3]
  - Дочь — Светлана (Зинаида) Георгиевна Канаева (Боссе) (1917, Москва — ?)[3]
- Вторая жена (в 1921—1930) — Анна Александровна Фролова (?—1937?), член РСДРП(б) с 1907 года, в 1911—1912 годах была сослана в Вологодскую губернию, позднее участвовала в Гражданской войне как политработник Южного фронта, после окончания войны заведовала парткабинетом Московского Комитета ВКП(б) и работала доцентом в Институте Маркса-Энгельса при ЦК ВКП(б
  - Сын (усыновленный) — Юрий Евгеньевич Боссе (1917—1975), сын А. А. Фроловой от первого брака (1916—1919) с Евгением Алексеевичем Шиловым, после смерти матери в 1937 году Георгий (Юрий) восстановил фамилию и отчество, получённые им при рождении.
- Третья жена (с апреля 1941) — Александра Тимофеевна Дервиз, урождённая Сепитая (11.05.1898 — 20.07.1962) похоронена рядом мужем на Введенском кладбище, участок № 1[17].

## Награды
- Лауреат Сталинской премии за открытие отечественного каучуконоса «бересклета сибирского» — 1943 год.

## Комментарии
1. ↑  Как известно полковник Ваилий Чернецов погиб 23 января 1918 года.
2. ↑  На этом мемуаристка Ольга Краснослободцева, внучка последней жены Г. Г. Боссе, пишет: "Можно бы продолжать дальше [явно по сохранившейся "Трудовой книжке"], но полный послужной список займет много местa"[3].